# WrestleMania XIV
WrestleMania XIV est la quatorzième édition de la série évènementielle de catch (Lutte Professionnelle) à grand spectacle WrestleMania, diffusée et produite par la World Wrestling Federation ; cet évènement s'est déroulé le 29 mars 1998 au FleetCenter de Boston, Massachusetts.
L'évènement était surtout marqué par le premier règne en tant que Champion de la World Wrestling Federation de "Stone Cold" Steve Austin. Sa victoire dans le Main-Event (Match de tête d'affiche), contre le "Heartbreak Kid" Shawn Michaels, est souvent citée comme le point de départ de l'Ère Attitude[réf. nécessaire].
Chris Warren a chanté America the Beautiful avant le show, et le thème d'entrée de l'équipe "DX" lors de l'entrée en simple de ses membres, Triple H & Shawn Michaels.
Les autres célébrités qui assistaient à l'évènement étaient Pete Rose, Mike Tyson, Gennifer Flowers, Vinny Paz, et Marvin Hagler.
Ce WrestleMania était le dernier dont le logo utilisa le logo WWF "New Generation".

## Résultats
C'est le premier WrestleMania où les titres de Champion d'Europe et de Champion Light Heavyweight étaient défendus.
| #                                                          | Résultats | Stipulations                                                 | Commentaires | Durée |
| ---------------------------------------------------------- | --- | ------------------------------------------------------------ | --- | ----- |
| Sunday Night Heat match                                    | L.O.D. 2000 (Hawk et Animal) (avec Sunny) battent ''Los Boricuas'' (Savio Vega et Miguel Pérez, Jr., et Jose Estrada, Jr. et Jesus Castillo), ''The Truth Commission'' (Recon et Sniper), Bradshaw et Chainz, deux équipes de la ''Nation of Domination'' (Mark Henry et D'Lo Brown, Faarooq et Kama Mustafa), ''The Quebecers'' (Jacques Rougeau et Pierre Ouellet), The Rock 'n' Roll Express (Ricky Morton et Robert Gibson), The Headbangers (Mosh et Thrasher), Too Much (Scott Taylor et Brian Christopher), Disciples of Apocalypse (8-Ball et Skull), Steve Blackman et Flash Funk, The Godwinns (Phineas et Henry Godwinn) et The New Midnight Express (Bombastic Bob et Bodacious Bart) | Bataille Royale à 15 équipes                                 | - LOD 2000 l'a emporté en éliminant en dernier la New Midnight Express pour décrocher leur chance au titre par équipe de la WWF lors de l'évènement In Your House: Unforgiven. | 08:19 |
| 1                                                          | TAKA Michinoku (c) bat Aguila | Match simple pour le Championnat Light Heavyweight de la WWF | - Michinoku a effectué le tombé sur Aguila après lui avoir porté le Michinoku Driver. | 05:57 |
| 2                                                          | Triple H (c) (avec Chyna) bat Owen Hart | Match simple pour le WWF European Championship               | - Triple H a effectué le tombé sur Owen Hart après un Pedigree. - Pendant le match, Chyna était menottée au Comissionnaire de la WWF, le Sergent Slaughter. | 11:29 |
| 3                                                          | Marc Mero et Sable battent Goldust et Luna | Match par équipe mixte                                       | - Sable a effectué le tombé sur Luna après un TKO. | 09:11 |
| 4                                                          | The Rock (c) bat Ken Shamrock par disqualification | Match simple pour le Championnat Intercontinental de la WWF  | - Shamrock à l'origine remportait le match en faisant abandonner le Rock sur son ankle lock. Cependant, Shamrock a "pété les plombs" et refusait de lâcher la prise. Après avoir été forcé de lâcher, Shamrock attaqua l'arbitre et nombre d'officiels, amenant la décision du match à être renversée en disqualification.                                                                                             | 04:49 |
| 5                                                          | Cactus Jack et Chainsaw Charlie battent The New Age Outlaws (c) (Billy Gunn et Road Dogg) | Dumpster Match pour le Championnat par équipe de la WWF      | - Pete Rose entra pour être "l'annonceur spécial invité" pour le match suivant. Avant de la faire, il insulta le public, mentionnant que les Boston Red Sox sont incapables de gagner un World Series avant que Kane vienne et lui afflige un Piledriver. | 10:01 |
| 6                                                          | The Undertaker bat Kane (avec Paul Bearer) | Match simple                                                 | - Undertaker a effectué le tombé sur Kane après trois Tombstone Piledriver. - Après le match, Paul Bearer et Kane tabassaient l'Undertaker qui voyait Kane porter un Tombstone revanchard sur une chaise. - Kane allait remporter le match après un Chokeslam, mais, a relevé l'épaule de l'Undertaker avant le tombé, alors que celui-ci était KO. - Ce match amenait la série d'invincibilité de l'Undertaker à 7-0. | 17:05 |
| 7                                                          | "Stone Cold" Steve Austin bat "The Heartbreak Kid" Shawn Michaels (c) (avec Mike Tyson en tant qu'arbitre spécial) | Match simple pour le WWF Championship                        | - Austin a effectué le tombé sur Michaels après avoir contré le Sweet Chin Music en un Stone Cold Stunner. L'arbitre étant à terre, Mike Tyson, qui était du côté de Michaels, se retournait contre lui et décomptait lui-même la tentative de tombé d'Austin, donnant ainsi à celui-ci la victoire. - Après le match, Tyson mettait à terre Michaels avec une droite et acceptait ensuite un t-shirt 3:16 d'Austin.   | 20:02 |
| (c) désigne le champion défendant son titre dans le match. | |                                                              | |       |